# Pellonula
Pellonula là một chi cá gồm những loài cá trích nhỏ thuộc họ Clupeidae. Có 2 loài hiện tại đã được ghi nhận trong chi này. Trong đó cả hai loài thuộc chi này đều là động vật bản địa ở châu Phi.

## Các loài
- Pellonula leonensis Boulenger, 1916 (Small-toothed pellonula)
- Pellonula vorax Günther, 1868 (Big-toothed pellonula)